# Oswald Roux
Oswald Roux (* 31. Jänner 1880 in Wien; † 18. April 1961 ebenda) war ein österreichischer Tier- und Landschaftsmaler, Radierer und Lithograf.

## Leben
Roux studierte in den Jahren von 1902 bis 1906 an der Wiener Akademie, seine Lehrer waren Alois Delug und Franz Rumpler. Von 1907 bis 1939 war Roux Mitglied der Wiener Secession, ab 1938 Mitglied der Genossenschaft Bildender Künstler in Wien.
Vergleichsweise relativ früh nach dem Ausbruch des Ersten Weltkriegs, am 27. August 1914, wurde Roux als Kriegsmaler in die Kunstgruppe des k.u.k. Kriegspressequartiers aufgenommen. In weiterer Folge arbeitete er am russischen Kriegsschauplatz in der Bukowina und in Galizien, später war er an der Italienfront in Kärnten und Südtirol tätig. Im Frühjahr 1917 rückte Roux freiwillig zur Artillerie (Feldhaubitzregiment Nr. 13) ein, wurde aber noch im gleichen Jahr wieder zum KPQ zurückversetzt, wo er bis November 1918 in den Standeslisten aufscheint. Roux entwarf Plakate für Kriegsbilderausstellungen, zu deren Juror er zählte. Er wurde am Hietzinger Friedhof bestattet.

## Werke (Auswahl)
- Feldkanone auf dem Marsch im Gailtal, 1915/16, Öl auf Leinwand, 91 × 160 cm, Heeresgeschichtliches Museum, Wien
- Motiv von der Plöckenstrasse, 1915, Öl auf Holz, Heeresgeschichtliches Museum, Wien